# Château de Cajarc (Aveyron)
Pour les articles homonymes, voir Château de Cajarc.
Le château de Cajarc est un ancien château fort, du XIIIe siècle, qui se dresse sur la commune de Salvagnac-Cajarc dans le département de l'Aveyron, en région Occitanie.
Au titre des monuments historiques, le château, sauf les parties classées fait l'objet d'une inscription par arrêté du 27 février 1991 ; les façades et toitures du château, la tour ronde et son escalier, la cour intérieure et les murs qui la délimitent, la salle voûtée et peinte du second étage font l'objet d'un classement par arrêté du 4 mars 1994.

## Situation
Le château de Cajarc est situé dans le département français de l'Aveyron sur la commune de Salvagnac-Cajarc.

## Description

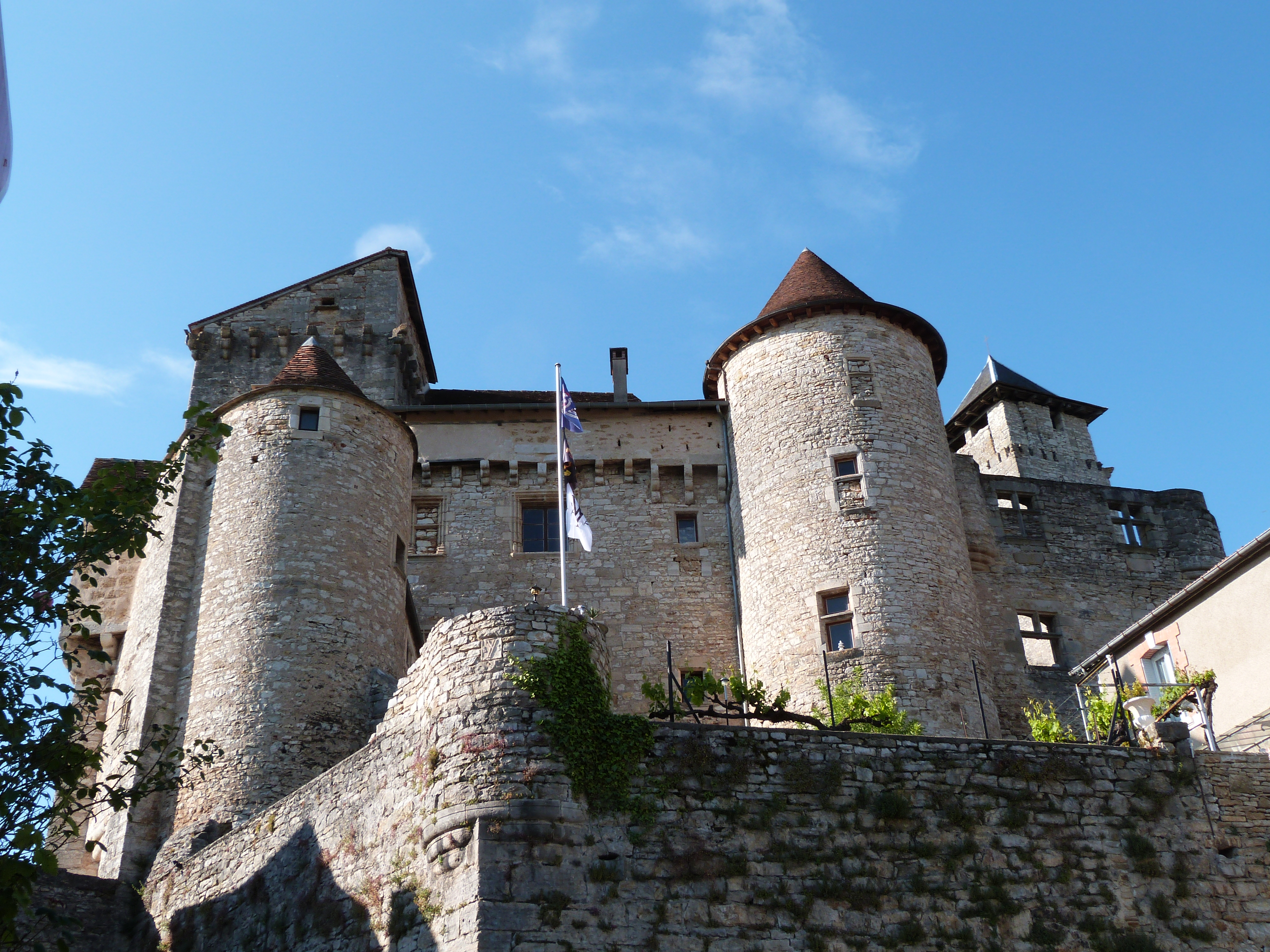
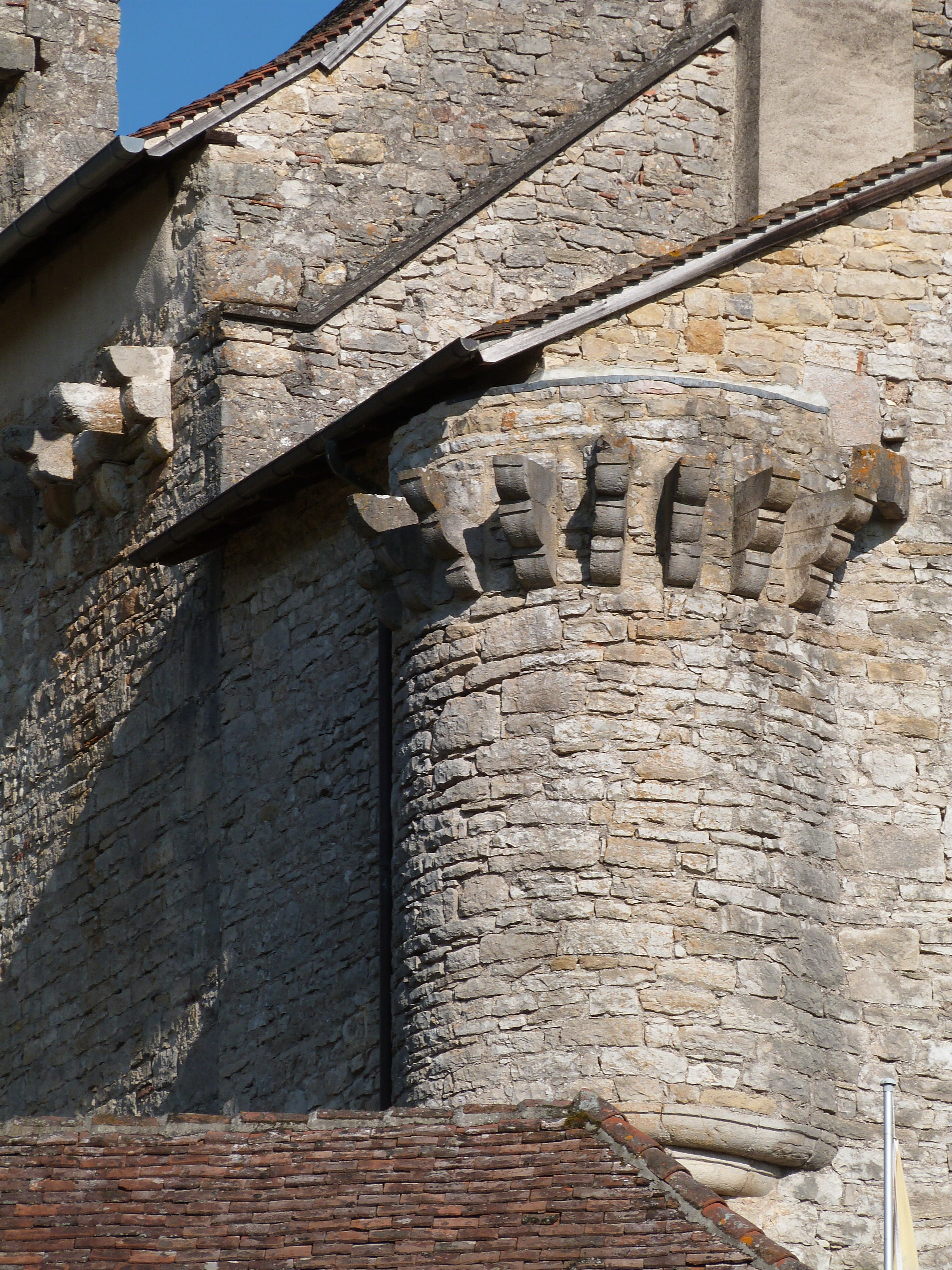
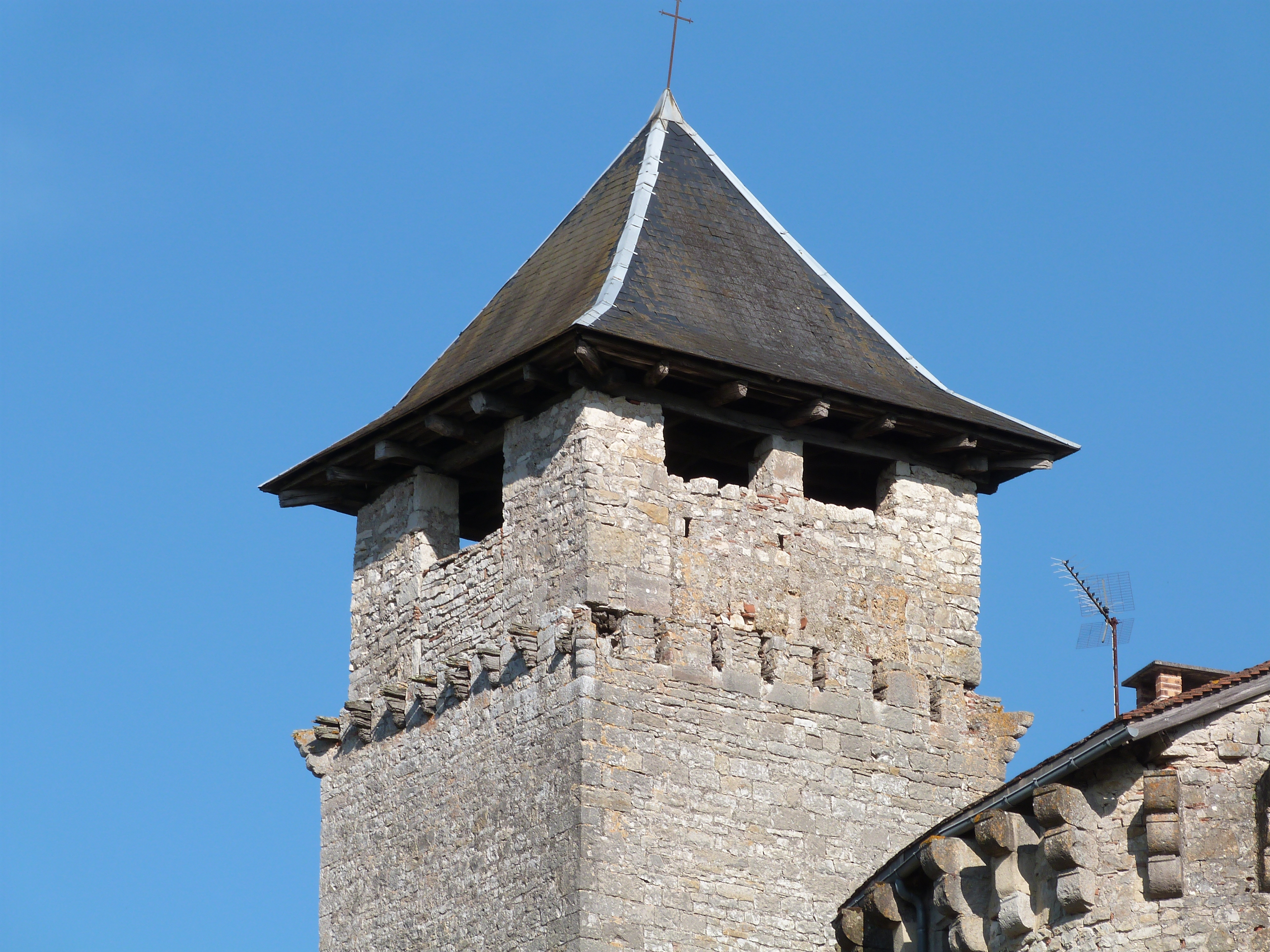